# Isala Van Diest
Anne Catherine Albertine Isala Van Diest (Lovaina, Bèlgica 7 maig 1842–Ixelles, Bèlgica 6 febrer 1916), més coneguda com a Isala Van Diest, va ser la primera dona metge i la primera dona que es va llicenciar a la universitat a Bèlgica.

## Biografia

### Educació i carrera mèdica
Filla d'un cirurgià obstetrici amb una ment oberta, Isala Van Diest i les seves germanes van rebre la mateixa educació que el seu germà. La seva mare se la va enduu de viatge a Anglaterra, on van tenir contacte amb un entorn progressista.
Donat que els instituts de secundària no eren encara accesibles per a dones a Bèlgica, Isala va viatjatra Berna (Suïssa) per preparar-se per accedir a la universitat. Va retornar a Bèlgica al 1873 i va intentar registrarse a la Facultat Mèdica de la Universitat catòlica de Lovaina, però la negativa de la jerarquia religiosa Catòlica Romana li va impedir. Li van suggerir que en comptes de metge es podia dedicar a ser llevadora. Ella va rebutjar aquesta proposta i va retornar a Berna, perquè les universitats suïsses eren les primeres d'Europa a acceptar dones i allà va poder estudiar medicina.
Es va graduar en medicina al 1879, i va practicar la seva professió durant dos anys a Anglaterra, on les dones eren lliures de practicar la medicina des de 1866. Va estar vinculada al New Hospital for Women, i durant aquest període va conèixer moltes feministes britàniques.
Ella va retornar a Bèlgica un cop més, tot i que per tenir un reconeixement de les seves qualificacions mèdiques va ser forçada a completar uns cursos addicionals a la Universitat Lliure de Brussel·les, oberta a dones des de 1880. Finalment, al 1884 va obtenir un Decret Reial que li permetia exercir la medicina a Brussel·les.

### Campanyes i activitats polítiques
Tot i que la majoria dels seus pacients venien de les classes altes de la societat de Brussel·les, també va treballar a una residència per a prostitutes ancianes i va lluitar per millorar el seu tracte. Com a feminista, va fundar la lliga de Drets de les Dones belgues (Ligue belge du droit des femmes) amb Marie Popelin, la primera dona belga en llicenciar-se en Dret.
Al 1902, va començar a perdre la visió de manera progressiva perdent, va acabar amb les seves activitats professionals i es va mudar a Knokke, on va passar els seus anys finals.

## Commemoració
Isala Van Diest i Marie Popelin van ser representades a la moneda de 2 euros commemorativa, 5 milions de les quals van ser forjades al 2011 pel Banc Nacional de Bèlgica en ocasió del centenari del dia internacional de la dona. Va ser el primer cop que una dona que no formava part de la familía real va aparèixer a les monedes a Bèlgica.